# Ronnie Dove

Erste Single:
Dove RINC 1021

Ronnie Dove (* 7. September 1935 in Herndon, Virginia) ist ein US-amerikanischer Sänger, der im Popmusik- und Country-Bereich in den 1960er Jahren erfolgreich war. 

## Biografie
Zunächst hatte Dove vor, wie sein Vater Polizist zu werden, sang aber schon als Highschool-Absolvent in einer Rockgruppe. Später trat er in Clubs in Baltimore auf und gründete, nachdem er einige Zeit bei der Küstenwache tätig gewesen war, die Gesangsgruppe The Bell-Tones (später auch Beltones). Die Band wurde besonders an der Ostküste populär und veröffentlichte 1959 und 1961 zwei Singles. Die erste wurde in Eigenproduktion mit den Titeln Lover Boy / I Will be Around unter Dove RINC 1021 auf den Markt gebracht, die zweite, Party Doll / Yes Darling, I’ll be Around, erschien bei Decca unter 31288. 
1964, nachdem er die Beltones verlassen und sich in Nashville niedergelassen hatte, schloss Dove einen Plattenvertrag mit der New Yorker Plattenfirma Diamond ab. Im Frühjahr 1964 brachte Diamond die erste Dove-Single mit den Titeln Sweeter Than Sugar / I Believed in You (Nr. 193) auf den Markt. Diese brachte zunächst keinen Erfolg, er stellte sich aber mit der zweiten Platte ein. Der Titel Say You (Nr. 167) wurde in den Billboard Hot 100 im Juli 1964 erstmals notiert und erreichte als beste Platzierung Rang 40. Damit eröffnete Dove einen Reigen von Erfolgstiteln, der sich bis 1967 erstreckte. Seine erfolgreichsten Songs waren Right or Wrong (1964) und One Kiss for Old Times' Sake (1965), die beide bis auf Platz 14 vorstießen. Allein 1966 konnte sich Dove mit fünf Titeln unter den Top 40 platzieren. Zum letzten Mal wurde er im Mai 1969 mit I Need You Now in den Hot 100 notiert (93.). 
Nach einem kurzen Zwischenspiel bei Certron Records, New York, wo unter anderem 1970 die Langspielplatte Greatest All-Time Hits erschien, bekam Dove 1971 einen Plattenvertrag bei Decca/MCA und begann sich nun vorwiegend auf Countrymusik zu konzentrieren. Mit Kiss the Hurt Away (61.) und Lilacs in Winter (69.) konnten sich zwei Singles in den Countrycharts platzieren. 1975 wechselte Dove erneut die Plattenfirma und unterschrieb bei Melodyland/Hitsville, dem Country-Label von Motown, Detroit. Dort kam es bis 1976 zu sechs Single-Produktionen, von denen sich der 1975er Titel Things zu Doves erfolgreichstem Country-Song entwickelte. Er kam auf Platz 25 der Country-Charts. 1987 reaktivierte Dove Diamond Records, erwarb alle Rechte an seinen Diamond-Produktionen und brachte noch einmal zwei Country-Singles heraus, die sich beide wieder in den Country-Charts platzierten. 
Anschließend zog sich Dove aus dem Plattengeschäft zurück. Neben Auftritten in Radio- und Fernsehshows engagierte er sich für geistig behinderte Menschen. Er betrieb einen Nachtklub und wandte sich dem Golfsport zu. Zwischen 1989 und 1991 kümmerte er sich um seine schwerkranke Mutter. Erst nach deren Tod brach er noch einmal zu einer großen Tournee durch die Staaten und Kanada auf.

## Pop-Charts Top 50

Erfolgssingle 1965:
A Little Bit of Heaven
(Diamond #184)

| Jahr | Titel                               | Rang |
| ---- | ----------------------------------- | ---- |
| 1964 | Say You                             | 40.  |
| 1964 | Right or Wrong                      | 14.  |
| 1965 | One Kiss for Old Times' Sake        | 14.  |
| 1965 | A Little Bit of Heaven              | 16.  |
| 1965 | I'll Make All Your Dreams Come True | 21.  |
| 1965 | Kiss Away                           | 25.  |
| 1966 | When Liking Turns to Loving         | 18.  |
| 1966 | Let's Start All Over Again          | 20.  |
| 1966 | Happy Summer Days                   | 27.  |
| 1966 | I Really Don't Want to Know         | 22.  |
| 1966 | Cry                                 | 18.  |
| 1967 | One More Mountain to Climb          | 45.  |
| 1967 | My Babe                             | 50.  |

## Country-Charts
| Jahr | Titel                    | Rang |
| ---- | ------------------------ | ---- |
| 1972 | Kiss the Hurt Away       | 61.  |
| 1973 | Lilacs in Winter         | 69.  |
| 1975 | Please Come to Nashville | 75.  |
| 1975 | Things                   | 25.  |
| 1987 | Heart                    | 77.  |
| 1987 | Rise and Shine           | 73.  |

## Vinyl-Langspielplatten
| Titel                               | Katalog-Nr.    | Jahr |
| ----------------------------------- | -------------- | ---- |
| Right or Wrong                      | Diamond 5002   | 1964 |
| One Kiss for Old Times' Sake        | Diamond 5003   | 1965 |
| I'll Make All Your Dreams Come True | Diamond 5004   | 1966 |
| The Best of Ronnie Dove             | Diamond 5005   | 1966 |
| Ronnie Dove Sings the Hits for You  | Diamond 5006   | 1966 |
| Cry                                 | Diamond 5007   | 1967 |
| The Best of Ronnie Dove, Vol. 2     | Diamond 5008   | 1967 |
| Greatest All Time Hits              | Certron CS7011 | 1970 |
| Ronnie Dove                         | MCA 309        | 1973 |
| New Old Fashioned Love              | MotownMC 509S1 | 1977 |
| Livin' in the Country               | MotownMC 510S1 | 1977 |